# جيم أوبراين (لاعب هوكي الجليد)
جيم أوبراين (بالإنجليزية: Jim O'Brien)‏ هو لاعب هوكي الجليد أمريكي، ولد في 29 يناير 1989 في مابلوود في الولايات المتحدة.

## وصلات خارجية
- جيم أوبراين على موقع دوري الهوكي الوطني (الإنجليزية)
- جيم أوبراين على موقع دوري الهوكي للقارات (الإنجليزية)
- جيم أوبراين على موقع EliteProspects.com (الإنجليزية)
- جيم أوبراين على موقع HockeyDB.com (الإنجليزية)
- جيم أوبراين على موقع Hockey-Reference.com (الإنجليزية)